# ジョージ・バック
海軍大将サー・ジョージ・バック（Admiral Sir George Back, FRS、1796年11月6日 - 1878年6月23日）は、イギリスの海軍士官、カナダ北極圏地方の探検家、博物学者、画家。

## 経歴
バックは、イングランド北部のストックポートに生まれた。まだ少年だったバックは、ナポレオン戦争中の1808年に志願して海軍に入り、フリゲート「HMS Arethusa (1781)」に乗り組んで、スペイン沿岸部の砲台を破壊する作戦に従事した。翌年には、ビスケー湾での戦闘に加わったが、フランス側の捕虜となった。バックはそのまま1814年はじめに講和が成るまで捕虜となり、その間に画家としての技量を磨き、その技能は後に北極圏探険で記録を残す際に活用された。 
やがて解放されたバックは、海軍士官候補生 (midshipman) として「HMS Akbar」と「HMS Bulwark」に乗り込み、次いで1818年にジョン・フランクリンが率いた最初の北極遠征に志願した。バックはさらに、フランクリンに従って北アメリカ大陸の北部海岸を探索していく2回の陸上探険に加わり、1回目の1819年から1822年にかけて行なわれたコッパーマイン川 (Coppermine River) 流域への「コッパーマイン遠征 (Coppermine Expedition of 1819–1822) 」では、測量と地図作製を一手に引き受け、2回目の同様の遠征であった1824年から1826年にかけてのマッケンジー川流域への遠征では、遠征の途中に中尉となり、さらに1825年には中佐にまで昇進した。しかし、1827年から1833年までの期間には、乗り込む艦船が指定されず、給与が半減された状態で待機を強いられた。

### バック川遠征
1832年の時点で、北極探検家ジョン・ロスの消息は1829年以降途絶えたままであり、捜索隊の派遣が検討されていた。バックは、グレートスレーブ湖まで毛皮の交易路をとり、そこから「グレート・フィッシュ川 (Great Fish River)」沿いに北東へ進んで、ロスがいると思われた場所へと進む計画を提案した。この「グレート・フィッシュ川」は、まだ白人によって確認されたことはなかったが、その存在はインディアンからの情報で知られていた（この川は後にバック川 (Back River) と命名された）。1833年2月、バックはイングランドを発ち、8月には、ハドソン湾会社のジョージ・マクラウド (George McLeod) によってグレートスレーブ湖の東端に築かれていたリライアンス砦 (Fort Reliance) の越冬施設に達した。バックは8月29日に川の位置を確認した後、冬に備えて砦に戻った。1834年3月、バックは、ロスが既にイングランドに帰還したという知らせとともに、ロスが発見したキングウィリアム島から、フランクリンが発見した（ケント半島 (Kent Peninsula) の）ターンアゲイン岬 (Point Turnagain) までの沿岸を探険せよという指示を受け取った。1834年6月7日に出発したバックは、アーティラリー湖 (Artillery Lake) とクリントン＝コールデン湖 (Clinton-Colden Lake) を経て、6月28日に川に到達した。バックは不毛の地を川沿いに東進し、83カ所で急流を越え、1カ所では船を陸路で運んだ。バックは、7月23日にチャントレー湾 (Chantrey Inlet) で海水に達した。バックはこの湾内を探険し、北方にキングウィリアム島を確認したが、英雄的とは言えない、しかし賢明な決断をして引き返した。バックは、1834年9月27日にリライアンス砦へ帰還し、1835年9月8日にイングランドに帰国した。この遠征に加わっていた博物学者リチャード・キング (Richard King) は、ベックの遠征報告に気象学と植物学の付録を寄稿し、さらに自らも2冊本の遠征記を執筆した。
1838年、王立地理学会は「グレート・フィッシュ川」の探険の業績に対して、バックに創立者メダルを贈った。

### フローズン海峡遠征：1836年 - 1837年
1836年、バックは勅令により大佐に昇進する、例の少ない栄誉を受けた。次の遠征の目的は、リパルス湾 (Repulse Bay) か、ウェイガー湾 (Wager Bay) において、ハドソン湾の北端にまで達することであった。そこからはボートを陸揚げして海水があるところまで行き、未知の海岸を西へ、バック川と、フランクリンが発見したターンアゲイン岬まで航行することにあった。この2カ所は、当時、ハドソン湾より北西の地域で既に知られていた地点のうち、最も東寄りと考えられていた。ターンアゲイン岬とバック川の間、またバック川とハドソン湾の間については、何も知られていなかった。実際には、リパルス湾から北西におよそ60マイル（およそ100km）入ったブーシア湾のところで航路は行き止まりとなっており、もし本当にバック川まで到達しようとするならバックは、およそ250マイル（およそ400km）にわたって船を氷上で曳かなければならなかったはずである。バックは、臼砲艦を改装した「HMSテラー（HMS Terror、1813年建造）と乗組員60人の指揮権、そして18ヵ月の期間を与えられた。出発は1836年6月と遅れたが、これは逆風のためにオークニー諸島までの全行程に汽船による曳航を要したためであった。ハドソン海峡に達したのは8月はじめで、同月末にはフローズン海峡 (Frozen Strait) の東側のどこかで氷に閉ざされてしまった。そのまま10ヵ月にわたって船は氷に封じられ、一時は氷の圧力で崖沿いにおよそ40フィート（およそ12m）も持ち上げられた。この間、数度にわたって船を放棄する準備も行なわれた。翌年1月に入ると壊血病が出始め、乗員3名がこれで命を落とした。1937年春には、氷山との接触で、船の損傷が拡大した。時には、氷の圧力で、厚板からテレビン油が抜け出てくることさえあった。やがて船は、氷とともにサウサンプトン島沿いに南へ漂流し始め、次いでハドソン海峡に向かって東へ流された。結局7月になるまで氷は十分に退かず、その後ようやく船は帰国の途につけた。ところが、船に貼り付いていた氷塊が溶け出すと、氷の破片が舷側を痛めるようになってしまい、これは氷が完全に剥離するまで続いた。ようやくアイルランドのロック・スウィリー (Lough Swilly) 沿岸にたどり着いたときには、船はほ沈没寸前の状態になっていた。「我々が漂流して大西洋を渡ってきたことに、驚きを見せない乗組員はひとりもいなかった」という。それまでにも、冬季に氷結した係留地で越冬した例は数多くあったが、この事例は、沖合で動きがとれなくなって越冬した唯一の例であったようだ。船が生き延びて帰還したことによって、臼砲艦の強靭さが北極圏での活動に役立つことが知れ渡った。

### 海軍から退役
健康を害したバックは、やがて現役から引退した。1839年3月18日には、ナイト・バチェラー（下級勲爵士）(Knight Bachelor) を授与され、その後も終生、北極探検への関心を持ち続けた。1859年には、海軍少将に昇任した。バックは、ジョン・フランクリンの最後の遠征隊が失踪した際には海軍本部の顧問を務め、また、王立地理学会の副会長も務めて金銀のメダルを受賞した。既に退役扱いにはなっていたが、バックは海軍本部の所属に残され、年功を踏まえて1869年には海軍中将に、1876年には海軍大将に、それぞれ昇進した。
バックはイギリスで高く評価され、数多くの栄誉を受けたが、フランクリンをはじめ、北極で一緒に活動した同僚たちの多くから嫌われ、信頼されない状態であったことも記録に残っている。ベックは、その粗暴さ、指揮官としての弱さ、利己主義、へつらい、短気などのために、様々に批判された。後半生においては、洒落男として多数の女性と浮き名を流し、顰蹙を買った。1846年、バックはアンソニー・ハモンド (Anthony Hammond) の未亡人と結婚した。
1878年6月23日、バックはロンドンのポートマン・スクエア (Portman Square) で死去し、亡骸は、ロンドンのケンサル・グリーン墓地 (Kensal Green Cemetery) に埋葬された。

## 画家として
ジョージ・バックは一人前の画家であった。1836年から1837年の遠征の後に描かれたと思われる氷山の絵は、2011年9月13日にオークションにかかり、署名も日付も欠いていたにもかかわらず59,600ドルで落札された。ロンドンの権威あるオークション・ハウスであるボナムズ (Bonhams) の専門家たちは、この氷河を描いた水彩画はバックの作品であり、もともとはバックが姪のキャサリン・ペアズ (Katherine Pares) に遺贈したものを、子孫が代々伝えてきたと説明している。ボナムズの見解では、そびえ立つ氷河の周辺の風景は、「テラー」がカナダとグリーンランドの間のデービス海峡にいた当時の状況について、バックが著書『Narrative of an Expedition in H.M.S. Terror』（1838年）の中で行なっている描写「今夕（1836年7月29日）天気快晴...巨大氷山を視認、直立した側面は300フィート以上の高さに及ぶ...」によく一致しているという。

### 作品
バックは「HMS Terror Thrown Up By Ice」（1813年）、「A Buffalo Pound」（1823年、のちに版画化）、「Winter View of Fort Franklin」（1825年 - 1826年、水彩画）などを制作した。

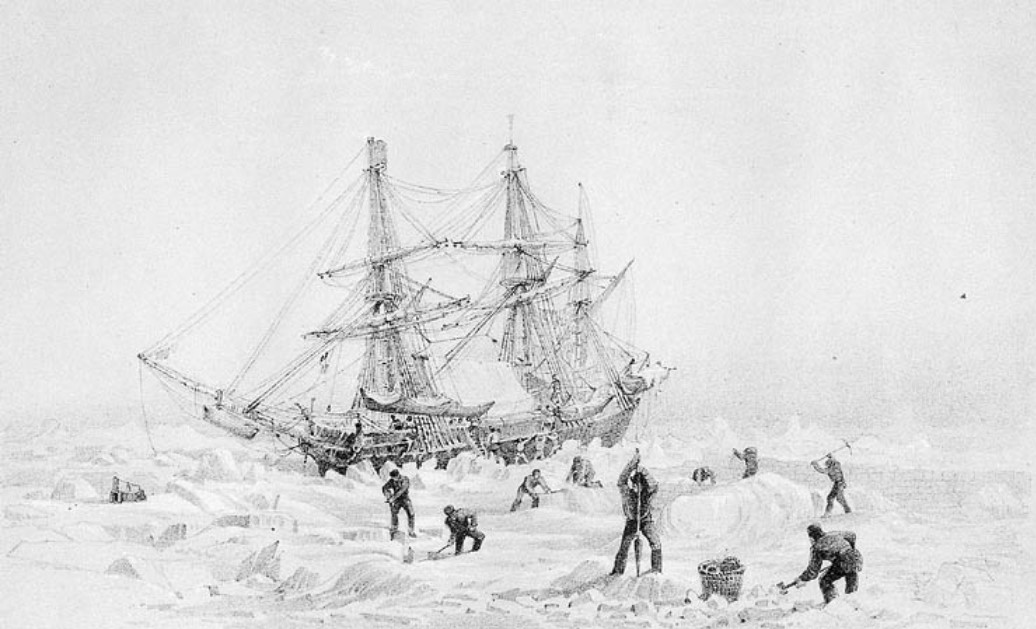
「HMS Terror Thrown Up By Ice」1813年
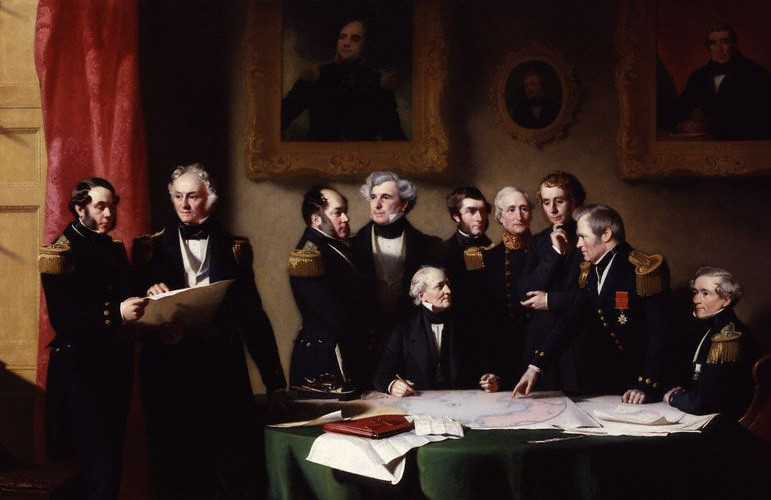
「Arctic Council Planning Search」
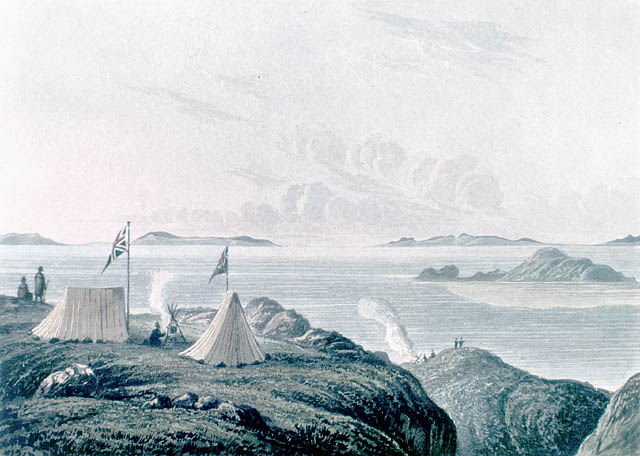
「Coppermine mouth」1821年
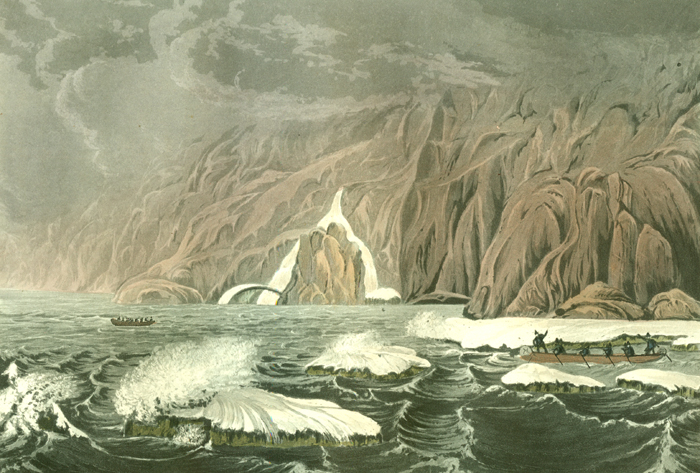
「Expedition Doubling Cape Barrow」1821年
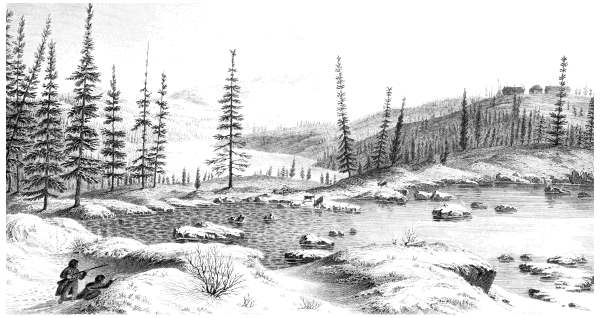
「Fort Enterprise」
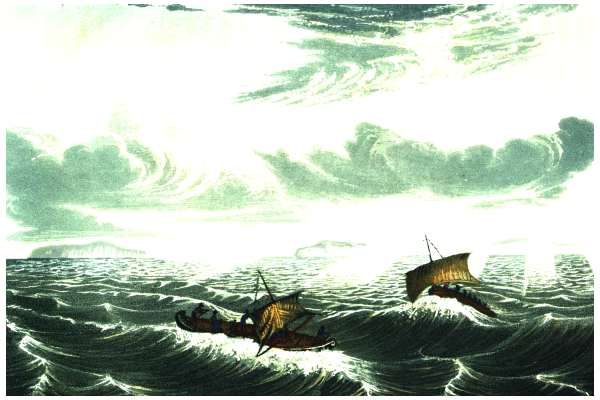
「Franklin's canoes in gale」
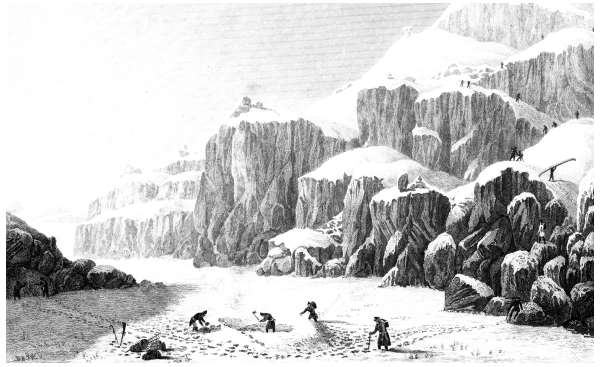
「Preparing an Encampment on the Barren Grounds」
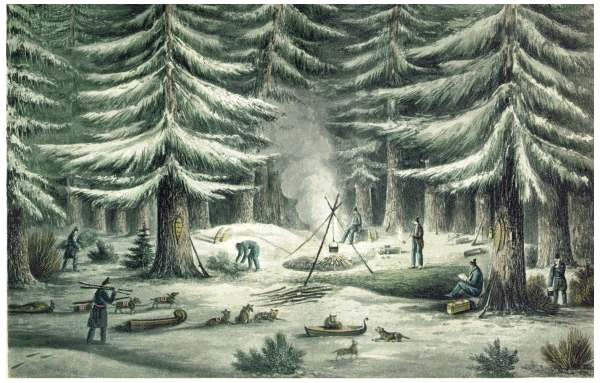
「Resting Place in Winter」

## 関連文献

### 後年の文献
- Steele, Peter (2003). The Man Who Mapped the Arctic: The Intrepid Life of George Back, Franklin's Lieutenant. Vancouver, B.C.: Raincoast Books. ISBN 978-1-55192-648-3.
- Back, George (1994). C. Stuart Houston (editor). I.S. MacLaren (commentary). ed. Arctic Artist: The Journal and Paintings of George Back, Midshipman with Franklin, 1819-1822. Montreal; Buffalo: McGill-Queen's University Press. ISBN 978-0-7735-1181-1.

### 同時代の文献
- Back, George (1823). Canadian Airs, Collected by Captain George Back, R.N. during the Late Arctic Expedition under Captain Sir John Franklin, with Symphonies and Accompaniments by Edward Knight, Junior. The words by G. Soane, and J.B. Planché. London: J. Power. OCLC 181890333.
- Back, George (31 January 2002) [1836]. Narrative of the Arctic Land Expedition to the Mouth of the Great Fish River, and along the Shores of the Arctic Ocean, in the Years 1833, 1834 and 1835 (Re-print ed.). Adamant Media Corporation. ISBN 978-1-4021-6098-1 Scanned facsimile
- Ross, J, Back, G. & Williams, E. (1835). Narrative of the recent voyage of Captain Ross to the Arctic regions in the years 1829-30-31-32-33, and a notice of Captain Back's expedition; with a preliminary sketch of polar discoveries, from the earliest period to the year 1827. New York: Wiley & Lond. OCLC 74413181. Scanned facsimile
- Back, George (1838). Narrative of an Expedition in HMS Terror, Undertaken with a View to Geographical Discovery on the Arctic Shores, in the Years 1836-37. London, J. Murray. OCLC 1275534.